# Осударева дорога

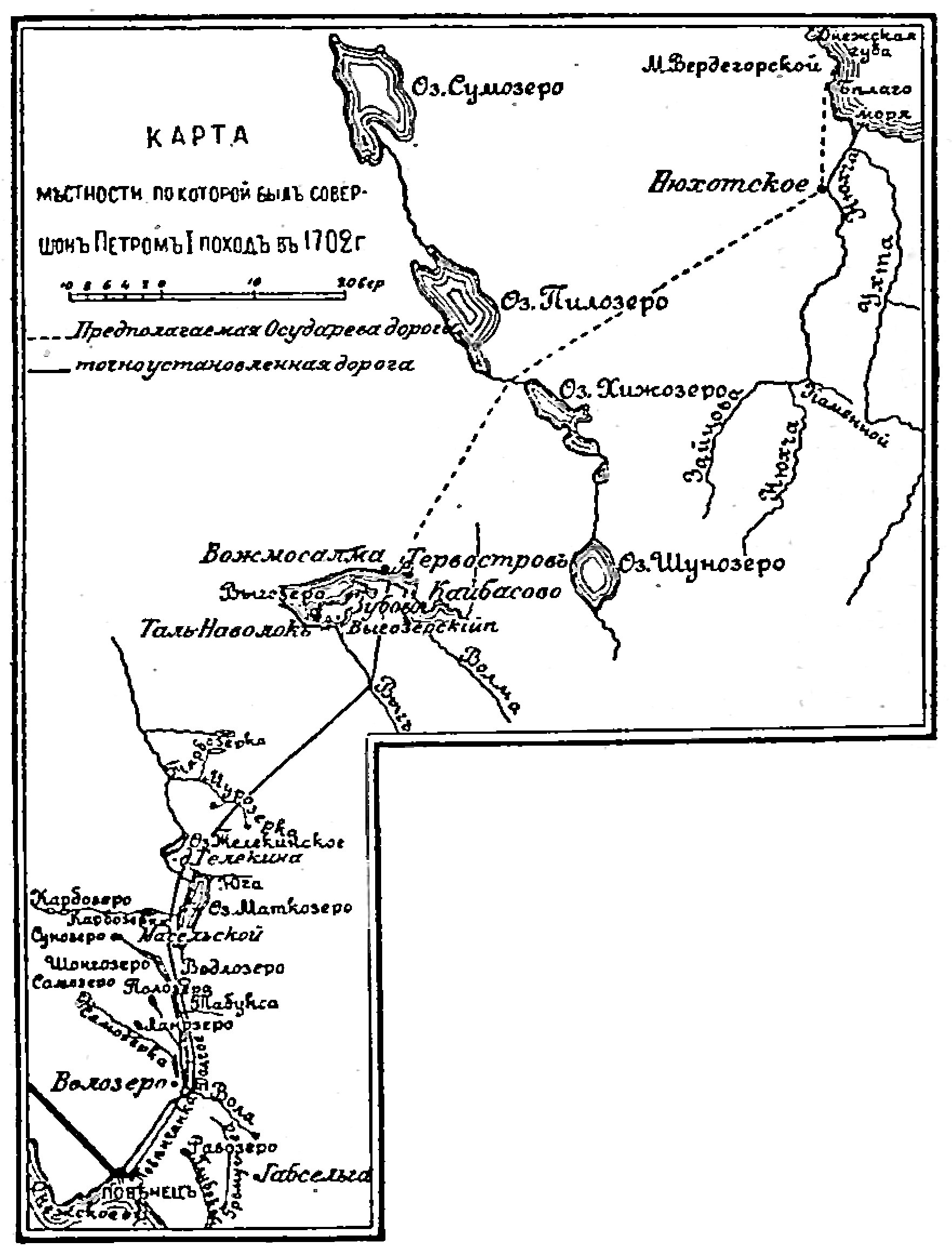
Осударева дорога

Осуда́рева доро́га — сухопутная трасса, проложенная от пристани Нюхча на Белом море к Повенцу на Онежском озере по приказу Петра I.
Общая длина дороги — 174 версты (260 км).

## Строительство
Дорога предназначалась для перемещения на повозках войск, генералитета, духовного синклита и артиллерии.

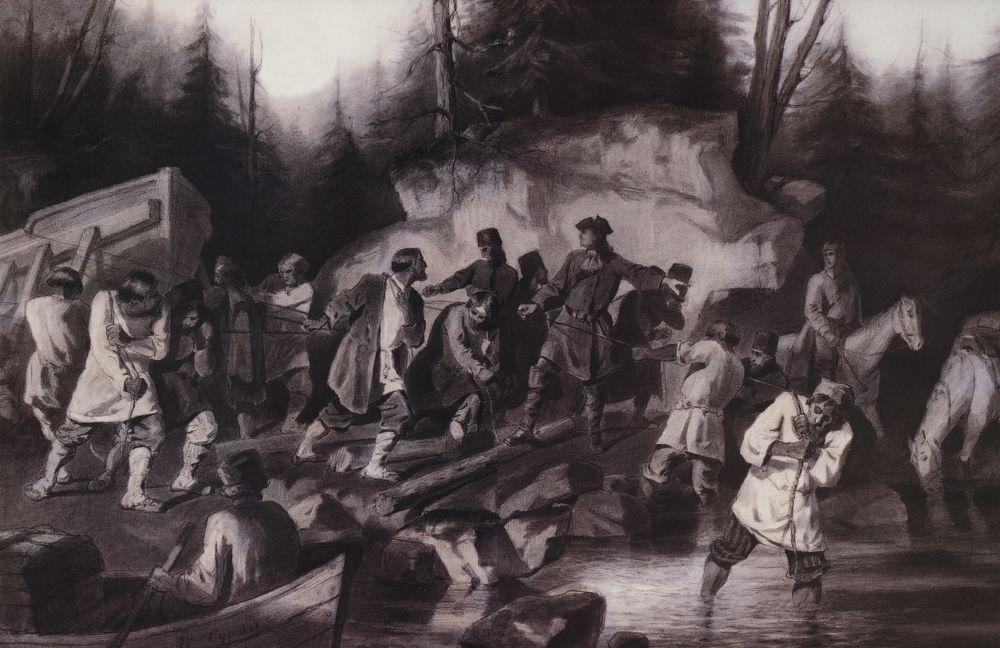
Пётр I перетаскивает суда из Онежского залива Белого моря в Онежское озеро для завоевания крепости Нотебург у шведов

Также существовало предположение, что по дороге осуществлялся волок двух малых фрегатов «Святой Дух» и «Курьер», построенных в Архангельске, на Ладожское озеро и в Неву для содействия войскам во взятии шведских крепостей и возвращении русских земель. Однако архивные и ландшафтные исследования перемещения морских судов по Осударевой дороге не подтверждают.
Участник экспедиций на «Осудареву дорогу» Сергей Никулин, ссылаясь на книгу доктора исторических наук Павла Кротова «Осударева дорога 1702 года: пролог основания Санкт-Петербурга», утверждает, что корабли по этой дороге действительно тащили.

- Советую прочитать книгу доктора исторических наук Павла Кротова «Осударева дорога 1702 года: пролог основания Санкт-Петербурга». В ней подробно и убедительно описаны мотивы прокладки «царской дороги», все этапы её строительства, организации волока судов и передвижения войска. Автор отыскал челобитную крестьян, которые как раз и тащили фрегаты. Кроме того, в Карелии опубликован в современной орфографии Соловецкий летописец, где сказано о двух яхтах. В походном журнале Семеновского полка есть упоминание о судах. Да и зачем тогда было делать такую широкую дорогу, если она предназначалась только для перехода людей и подвод?
Дорога была разведана по древнему новгородскому пути и проложена по заболоченным лесам. Руководил строительством сержант Преображенского полка М. И. Щепотьев, строительство вели около 5000 крестьян из Архангельской, Олонецкой и Новгородской губерний. Работы производились двумя строительными группами — северной и южной, продвигавшимися навстречу друг другу. Северный участок (94 версты) включал строительство пристани на мысе Вардегорский Белого моря и сухопутный участок до деревни Вожмосалма на берегу Выгозера. Южный участок составил 80 вёрст.
Строительство началось в двадцатых числах июня 1702 года, а 14 июля Петру I было доложено, что дорога готова. Таким образом, примерно за 20 дней была построена дорога протяжённостью в 174 версты. Авторы «Российской газеты» объявили это мировым рекордом скорости строительства.

## Эксплуатация
В ходе Северной войны Осударева дорога использовалась для доставки войск и грузов, главным образом пушек, из Олонецкого края в Архангельск и из Архангельска в Санкт-Петербург.
В ночь на 17 августа 1702 года в районе Вардегорского мыса армейская группа под командованием Петра I начала выдвижение по Осударевой дороге и уже 26 августа находилась в Повенце на Онежском озере для дальнейшей переброски на 85 судах М. И. Щепотьева в Ладогу. 26 сентября армейская группа начала штурм шведской крепости Нотебург и к 11 октября 1702 года успешно овладела ею.
В XIX веке дорога была заброшена. В 1933 году по местам заброшенной дороги прошла трасса Беломорско-Балтийского канала.

## Современное состояние

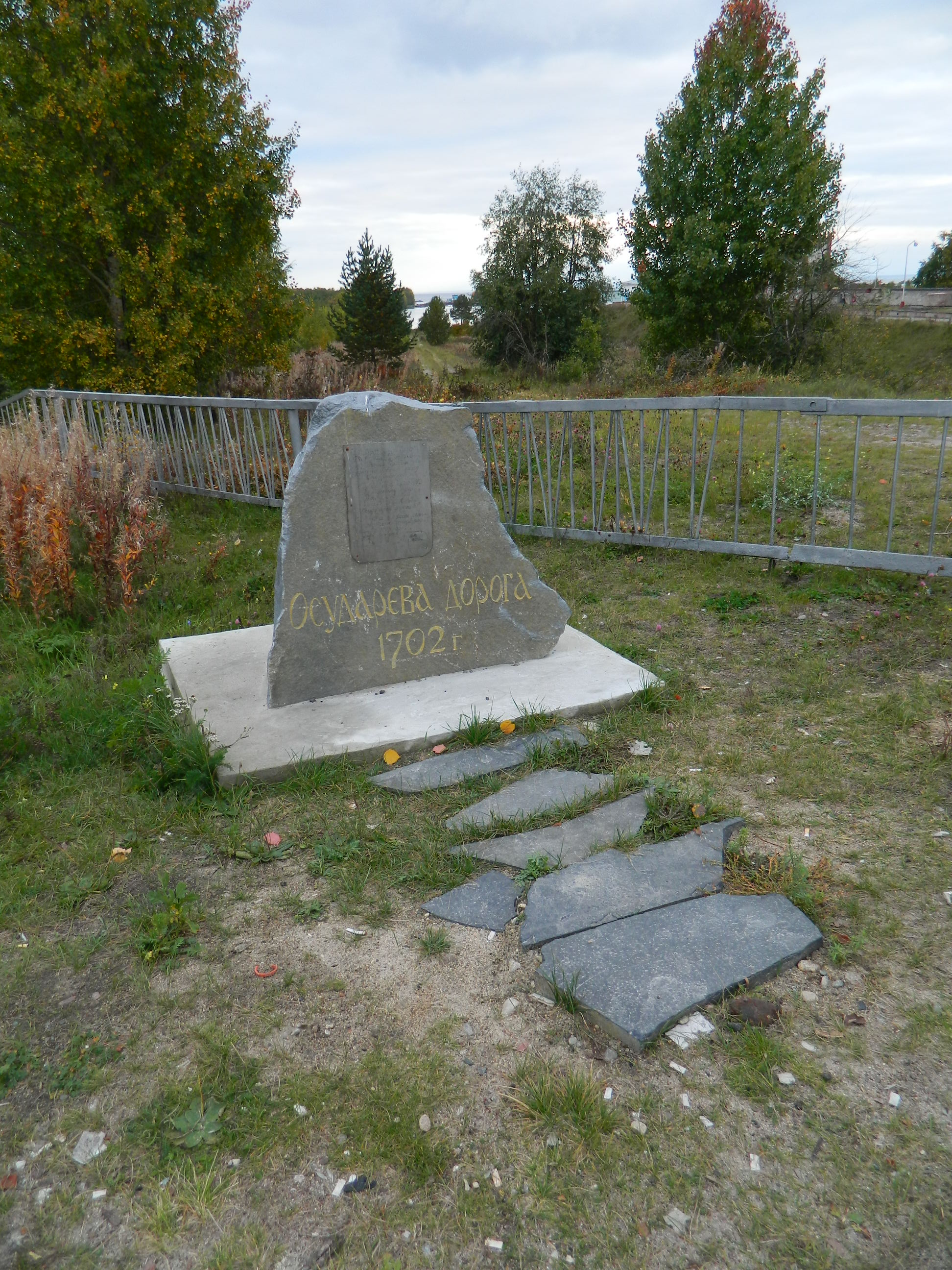
Памятный знак «Осударева дорога» на выезде из поселка Повенец в сторону Пудожа

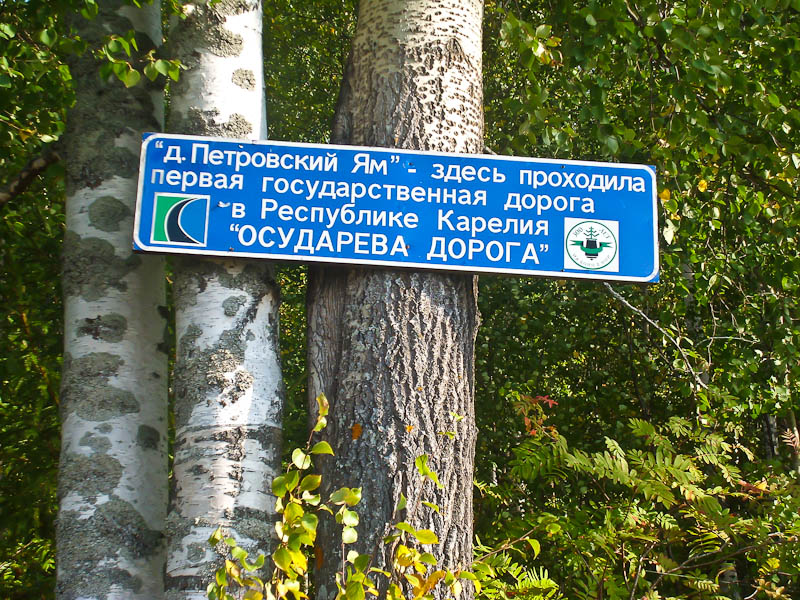
Табличка «Осударева дорога» в Петровском Яме.

По состоянию на 2010 год точные координаты прохождения дороги неизвестны. Большая часть дороги не найдена. Предположительный маршрут дороги проходил вблизи населённых пунктов и мест:
- мыс Вардегорский — место десанта армейской группы Петра I в ночь на 17 августа 1702 года;
- село Нюхча — с 16 на 17 августа 1702 года здесь ночевал Петр I;
- Государев клоч — место временной стоянки Петра I. (14 верст вверх по реке Нюхча);
- Щепотева гора;
- Миленские горы;
- гора Ветряная;
- Патрикеева Сюрьга;
- река Илоза (Сума) — форсировалась армейской группой 18 августа 1702 года;
- Пулозеро;
- Пихкамох;
- село Коросозеро;
- Петровский Ям — место временной стоянки армейской группы.

В 1993 году в Петрозаводске был создан исследовательский проект «Осударева дорога». Авторами и учредителями программы выступили действительные члены Русского географического общества Российской академии наук М. Ю. Данков — ведущий научный сотрудник Карельского государственного краеведческого музея и С. А. Никулин — главный редактор карельской коммерческой телекомпании «Ника». В рамках этого проекта организуются поисковые экспедиции для определения на местности координат Осударевой дороги.